# Gigen
Gigen (Bulgaars: Гиген) is een dorp in het noordwesten van Bulgarije, dicht bij de Roemeense grens. Het dorp is gelegen in de gemeente Goeljantsi in de oblast Pleven. Het dorp Gigen ligt hemelsbreed op ongeveer 33 km afstand van de stad Pleven en 145 km van de hoofdstad Sofia. De Roemeense tegenligger is de stad Corabia. De rivier de Iskar mondt uit in de Donau bij het dorp Gigen.

## Geschiedenis
Gigen is gebouwd in de buurt van de voormalige Romeinse kolonie Oescus. De uitgestrekte ruïnes bevinden zich in het noordwestelijke deel van het dorp. Een brug, gebouwd of gereconstrueerd door Constantijn I en ter ere van hem "Constantijnsbrug" (Konstantinov most) genoemd, verbond in de 4e eeuw de stad Oescus met Sucidava (het huidige Corabia) over de Donau.

## Bevolking
Op 31 december 2020 telde het dorp Gigen 1.585 inwoners. Het aantal inwoners vertoont al vele jaren een dalende trend: in 1956 had het dorp nog 5.874 inwoners. 
|  |

In het dorp wonen voornamelijk etnische Bulgaren. In de optionele volkstelling van 2011 identificeerden 1.539 van de 1.600 ondervraagden zichzelf als etnische Bulgaren, oftewel 96,2%. Verder identificeerden 50 ondervraagden zichzelf als Turken, oftewel 3,1%. 
| Etnische samenstelling van de respondenten (2011) | Etnische samenstelling van de respondenten (2011) | Etnische samenstelling van de respondenten (2011) | Etnische samenstelling van de respondenten (2011) | Etnische samenstelling van de respondenten (2011) |
| ------------------------------------------------- | ------------------------------------------------- | ------------------------------------------------- | ------------------------------------------------- | ------------------------------------------------- |
|                                                   |                                                   |                                                   |                                                   |                                                   |
| Bulgaren                                          | Bulgaren                                          |                                                   | 96,2%                                             | 96,2%                                             |
| Turken                                            | Turken                                            |                                                   | 3,1%                                              | 3,1%                                              |
| Roma                                              | Roma                                              |                                                   | 0,0%                                              | 0,0%                                              |
| Anders/Onbekend                                   | Anders/Onbekend                                   |                                                   | 0,7%                                              | 0,7%                                              |